# شورش نیلوفر سفید
شورش نیلوفر سفید (۱۸۰۴–۱۷۹۴) شورشی بود که توسط پیروان جنبش نیلوفر سفید در دوران دودمان چینگ در چین آغاز شد. این شورش که از نارضایتی‌های اجتماعی و اقتصادی در استان‌های فقیر هوبی، شانشی و سیچوان (شامل سیچوان و چونگ‌کینگ امروزی) نشأت گرفت؛ توسط بودایی‌های هزاره‌گرا تحریک شد که وعده بازگشت فوری بودا را می‌دادند. شورش در سال ۱۷۹۴ آغاز شد، زمانی که گروه‌های بزرگی از شورشیان مدعی وابستگی به نیلوفر سفید در منطقه کوهستانی که استان سیچوان را از استان‌های هوبی و شانشی جدا می‌کرد، دست به شورش زدند. پیش‌درآمد کوچکتری برای شورش اصلی در سال ۱۷۷۴، تحت رهبری وانگ لون که متخصص هنرهای رزمی و گیاه درمانی بود؛ در استان شاندونگ، در شمال چین آغاز شد.
اگرچه این شورش سرانجام پس از هشت سال جنگ توسط حکومت چینگ سرکوب شد، اما نشان دهنده کاهش شدید قدرت و مقبولیت دودمان چینگ بود. حکومت مجبور شد به دلیل کاهش جمعیت منچوها بیشتر به استخدام نیروهای چینی هان (ارتش استاندارد سبز) تکیه کند. این شورش با کشته شدن حدود یکصد هزار شورشی پایان یافت.

## انجمن نیلوفر سفید
شورش نیلوفر سفید به عنوان یک اعتراض ضد مالیاتی آغاز شد که توسط انجمن نیلوفر سفید، یک انجمن مذهبی مخفی، رهبری می‌شد. انجمن نیلوفر سفید به‌طور سنتی به دوران دودمان جین بازمی‌گردد و توسط هویوان در کوه لو در شهر جیوجیانگ تأسیس شده است. شورش دستار سرخ که در سال ۱۳۵۲ رخ داد، توسط گروه نیلوفر سفید رهبری می‌شد. تا سال ۱۳۸۷، پس از بیش از ۳۰ سال جنگ، رهبر آنها، ژو یوانزانگ، دشت شمال چین را فتح کرد و پایتخت یوان، خانبالیق (پکن کنونی) را تسخیر کرد. ژو یوانزانگ پس از دستیابی به تیانمینگ و مقام امپراتوری، دوره سلطنت خود را «هونگ وو» نامید (که به همین دلیل او به عنوان امپراتور هونگوو شناخته می‌شود) و دودمان جدیدی با عنوان دودمان مینگ تأسیس کرد. این گروه بعدها در اواخر قرن هجدهم در قالب یک جنبش الهام‌بخش چینی دوباره ظهور کرد.
اگرچه بسیاری از جنبش‌ها و شورش‌ها توسط دیوان‌سالاران امپراتوری به عنوان جنبش‌هایی تحت رهبری رهبران انجمن نیلوفر سفید در نظر گرفته می‌شد، اما در این که انجمن نیلوفر سفید دارای وحدت سازمانی بوده یا خیر تردیدهایی وجود دارد. برند یوهانس تر هار استدلال کرده است که اصطلاح «نیلوفر سفید» به‌طور عمده توسط دیوان‌سالاران امپراتوری‌های مینگ و چینگ برای تحقیر و توضیح طیف گسترده‌ای از سنت‌های هزاره‌گرای غیرمرتبط، جنبش‌های شورشی و آیین‌های مذهبی رایج به کار برده می‌شد. به گفته تر هار، مشخص است که شورشیان «نیلوفر سفید» در قیام‌هایی که بین سال‌های ۱۷۹۶ و ۱۸۰۴ رخ داد، داوطلبانه از اصطلاح «نیلوفر سفید» برای اشاره به خود یا جنبش خود استفاده نکرده‌اند. این اصطلاح تنها تحت فشار شدید در طول بازجویی‌های دولتی توسط شورشیان هزاره‌گرا مورد استفاده قرار گرفت. تاریخ‌نگاران بعدی بودند که با بازگشت به این رویدادها، شروع به خلاصه کردن جنبه‌های مختلف این قیام‌ها به عنوان «شورش نیلوفر سفید» کردند.

## تاریخچه
در سال ۱۷۷۴، یکی از نمونه‌های فرقه‌ای مشتق از نیلوفر سفید، هشت تریگرام به شکل آموزه‌ها و تمرین‌های مدیتیشن زیرزمینی در استان شاندونگ، نه چندان دور از پکن (ژیلی) در نزدیکی شهر Linqing به وجود آمد. رهبر، گیاه‌شناس و رزمی‌کار وانگ لون، شورشی را رهبری کرد که سه شهر کوچک را تصرف کرد و شهر بزرگ‌تر Linqing را که یک موقعیت استراتژیک در مسیر حمل‌ونقل کانال بزرگ شمال به جنوب بود، محاصره کرد.
وانگ لون احتمالاً به دلیل عدم تلاش برای جلب حمایت گسترده عمومی شکست خورد. او ثروت یا ذخایر غذایی به دست آمده را توزیع نکرد و همچنین قول کاهش مالیات را نداد. ناتوانی در ایجاد پایگاه حمایتی، او را مجبور کرد به سرعت از هر سه شهری که به آن‌ها حمله کرده بود فرار کند تا از دست نیروهای دولتی در امان بماند. با وجود اینکه از منطقه‌ای عبور کرد که حدود یک میلیون کشاورز در آن زندگی می‌کردند، ارتش او هیچ‌گاه بیشتر از ۴۰۰۰ سرباز نداشت که بسیاری از این سربازان به زور وادار به خدمت شده بودند.

## شورش نیلوفر سفید
در سال ۱۷۹۶، جنبشی مشابه در منطقه کوهستانی که استان سیچوان را از استان‌های هوبی و شانشی در مرکز چین جدا می‌کرد، به وجود آمد که در ابتدا به صورت اعتراض به مالیات‌ها آغاز شد. گروه نیلوفر سفید ساکنان فقیر را به شورش ترغیب کرد و در ازای وفاداری، وعده نجات آن‌ها را داد. این جنبش که ابتدا به عنوان اعتراض علیه مالیات‌ها شروع شده بود، به تدریج حمایت و همدردی گسترده‌ای از سوی مردم عادی به دست آورد. در ژانویه ۱۷۹۷، وانگ نانگشیان، متخصص آیین مو و رهبر قوم بویی، شورش نانلونگ را در استان گوئیژو رهبری کرد که در نهایت به شکست انجامید، اما او را در روایت‌های عامه به عنوان قهرمان قوم بویی، در داستان‌هایی چون «بانوی جاویدان وانگ»، جاودان کرد.

## سرکوب
امپراتور چیان‌لونگ (حکومت ۹۶–۱۷۳۵) هِلین (和琳، برادرِ هِشِن) و فوکانگان را برای سرکوب شورش فرستاد. به‌طور شگفت‌انگیزی، شورشیان بدون سازمان‌دهی توانستند نیروهای ناکارآمد و ناکافی امپراتوری چینگ را شکست دهند. پس از مرگ هلین و فوکانگان در جنگ در سال ۱۷۹۶، دولت چینگ مقامات جدیدی فرستاد، اما هیچ‌کدام موفق نبودند. تنها پس از سال ۱۸۰۰ بود که دولت چینگ تاکتیک‌های جدیدی بکار گرفت که شامل تأسیس شبه نظامیان محلی (توآن) برای کمک به محاصره و نابودی نیلوفر سفید بود. امپراتور چیان‌لونگ دستور داد که ارتش پرچم‌های هشتگانه، چه پرچم‌های منچو و چه پرچم‌های هان، نباید برای سرکوب شورش‌های داخلی استفاده شوند؛ بنابراین، حکومت چینگ عمدتاً به ارتش استاندارد سبز هان چینی و شبه نظامیانِ هان متکی بود تا شورش‌هایی مانند نیلوفر سفید را سرکوب کند.
فرماندهان چینگ که برای سرکوب شورش نیلوفر سفید فرستاده شده بودند، با مشکلات زیادی در محاصره و پایان دادن به این جنبش مواجه بودند. گروه‌های نیلوفر سفید عمدتاً از تاکتیک‌های چریکی استفاده می‌کردند و پس از متفرق شدن، تقریباً غیرقابل تشخیص از جمعیت محلی بودند. همان‌طور که یکی از مقامات چینگ شکایت کرد:
شورشیان همگی از مردمان خود ما هستند. آن‌ها مانند یک قبیله خارجی نیستند … که بتوان آن‌ها را با مرزهای جغرافیایی جدا کرد و با لباس و زبان متمایزشان شناسایی کرد … هنگامی که گرد هم می‌آیند و علیه دولت قیام می‌کنند، شورشی هستند؛ اما وقتی متفرق می‌شوند و می‌روند، دوباره به شهروندان عادی تبدیل می‌شوند.
بدون دشمنی مشخص برای مبارزه، خشونت علیه غیرنظامیان رایج‌تر شد. به دلیل خشونت‌هایشان، نیروهای چینگ به زودی با نام مستعار انجمن «نیلوفر قرمز» شناخته شدند.
یک برنامه سیستماتیک برای آرام‌سازی اجرا شد: جمعیت محلی در صدها روستای محصور اسکان داده شده و به گروه‌های شبه‌نظامی سازماندهی شدند. در مرحله نهایی، سیاست سرکوب چینگ ترکیبی از تعقیب و نابودی گروه‌های چریکی شورشی با برنامه‌ای برای عفو فراری‌ها بود. در سال ۱۸۰۵، مقامات امپراتوری توانستند شورش نیلوفر سفید را با به‌کارگیری ترکیبی از سیاست‌های نظامی و اجتماعی سرکوب کنند. حدود ۷٬۰۰۰ سرباز با پرچم‌های نظامی منچو از منچوری اعزام شدند که با سربازان ارتش استاندارد سبز از گوئیژو و یون‌نان و همچنین ده‌ها هزار مزدور محلی همراه شدند.
در بخشی از فرمانی که از سوی امپراتور دائوگوانگ صادر شد این اعتراف موجود است: «اخاذی مأموران محلی بود که مردم را به شورش واداشت…» با تهدید به دستگیری افرادی که در فعالیت‌های فرقه‌ای مشارکت داشتند، مأموران محلی و پلیس از مردم اخاذی می‌کردند. در نتیجه، مشارکت واقعی یک فرد در فعالیت‌های فرقه‌ای تأثیری بر دستگیری او نداشت؛ آنچه واقعاً اهمیت داشت این بود که آیا خواسته‌های مالی برآورده شده بود یا نه.
همچنین، مدیران دولتی متون مذهبی که توسط گروه‌های مذهبی استفاده می‌شدند را مصادره و نابود می‌کردند. یکی از این مقامات، هوانگ یوپیان (黃育楩) بود که در کتابی با عنوان «رد مفصل بدعت‌ها» (驳邪详辩) که در سال ۱۸۳۸ نوشته شده بود، ایده‌های منعکس‌شده در این متون دینی را که شامل آموزه‌های ارتدکس کنفوسیوسی و بودایی بودند، رد کرد. از آن زمان، این کتاب به منبعی ارزشمند تبدیل شده است، زیرا به محققان امکان داده است تا باورهای این گروه‌ها را بهتر درک کنند.
پایان شورش نیلوفر سفید در سال ۱۸۰۴، پایان افسانه توانایی نظامی و شکست‌ناپذیری منچوها را نیز به همراه داشت که به افزایش تعداد شورش‌ها در طول قرن نوزدهم کمک کرد. نیلوفر سفید همچنان فعال باقی ماند و ممکن است بر شورش داخلی بزرگ بعدی، یعنی شورش هشت‌ضلعی (Eight Trigrams Uprising) در سال ۱۸۱۳، تأثیر گذاشته باشد.
در طی دهه‌های ۱۸۲۰ و ۱۸۳۰، منطقه مرزی بین هنان و آنهوی به‌طور مداوم با شورش‌های نیلوفر سفید روبرو بود. شورشیان نیلوفر سفید اغلب با راهزنان و قاچاقچیان نمک این منطقه همکاری می‌کردند. سایر شاخه‌های جداشده از نیلوفر سفید شامل گروه‌های هشت‌ضلعی، تازیانه‌های ببر و ییهه‌چوان (مبارزان مشت‌های عدالت و هماهنگی) می‌شدند.

## میراث
چرخش در روند شورش زمانی ایجاد شد که رهبران چینگ به اتکای شبه‌نظامیان محلی که توسط طبقه اشراف در هونان، هوبی و شانشی تشکیل شده بودند، عمل کردند. تجربه سرکوب این شورش منجر به بهبود سازمان‌دهی و آموزش نیروهای شبه‌نظامی شد، چرا که بسیاری از رهبران آن‌ها به‌طور گسترده دربارهٔ روش‌های بسیج، ثبت‌نام و دفاع محلی نوشتند. این گروه‌های شبه‌نظامی بعدها نقش کلیدی در شکست شورش تایپینگ ایفا کردند.

## رهبران شورشیان
- اوایل: چی لین
- اوایل: چی وانگشی
- اوایل: وانگ کونگر و وانگ نانگشیان
- میانه: شو تیاندِی
- پایان: رَن تیانیوان